# Espostoa calva
Espostoa calva är en kaktusväxtart som beskrevs av Friedrich Ritter. Espostoa calva ingår i släktet Espostoa och familjen kaktusväxter. Inga underarter finns listade i Catalogue of Life.